# Родеро
Ро̀деро (на италиански: Rodero; на ломбардски: Rödur, Рьодур) е село и община в Северна Италия, провинция Комо, регион Ломбардия. Разположено е на 400 m надморска височина. Населението на общината е 1266 души (1 януари 2023).